# 彼得教堂 (莱顿)

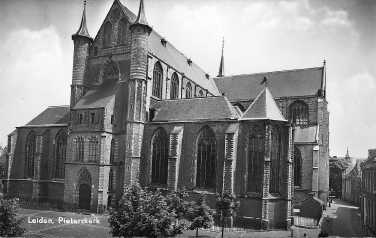
彼得教堂的老明信片

彼得教堂（荷蘭語：Pieterskerk）是一座位于荷兰南荷兰省莱顿的献给圣彼得的教堂。该教堂属晚期哥特式建筑。在1100年左右，该地址便矗立着荷兰伯爵（counts of Holland）的伯爵小堂（chapel），该堂在1121年重建。如今的建筑自1390年开始兴建，花了大约180年才完工。该建筑于1975年不再属于教会，此后便由一个基金会进行管理，被出租以供多种用途。

## 安葬
1811年以前，许多杰出人士均葬于该教堂，如雅各布斯·阿民念（Jacobus Arminius），赫尔曼·布尔哈夫（Herman Boerhaave），扬·斯特恩（Jan Steen），Johannes de Laet, 以及约翰·罗宾逊（John Robinson (pastor)）——“清教徒前辈移民”（Pilgrim Fathers）的牧师。 
如想寻找名单，可参见分类安葬于彼得教堂(莱顿)。
- 雅各布斯·阿民念Jacobus Arminius
- 赫尔曼·布尔哈夫Herman Boerhaave(1668-1738)
- 鲁道夫·范·科伊伦Ludolph van Ceulen(1540-1610)
- 卡罗卢斯·克卢修斯Carolus Clusius
- 约翰尼斯·科赛乌斯Johannes Cocceius-荷兰神学家
- 伦贝特·多东斯Rembert Dodoens
- 赫里特·道Gerrit Dou - 荷兰油画家
- 丹尼尔·海因修斯Daniel Heinsius
- 弗朗索瓦·赫姆斯特豪斯François Hemsterhuis
- 蒂贝里乌斯·赫姆斯特豪斯Tiberius Hemsterhuis
- 约翰娜·范·德杜斯Johanna van der Does (1261-1574)
- 约翰尼斯·阿凯克霍芬Johannes à Kerckhoven (1594-1660)
- 约翰尼斯·德拉特Joannes de Laet
- 让·吕扎克Jean Luzac(1746-1807)
- 圣阿尔德贡德的菲利普·范·马尼斯Filips van Marnix van Sint-Aldegonde  (1540-1598) - 圣阿尔德贡德领主
- 老弗兰斯·范·米里斯Frans van Mieris the Elder
- 威廉·范·米里斯Willem van Mieris
- 彼得·德灵Pieter de Ring
- 彼得·范·米斯亨布鲁克Pieter van Musschenbroeck (1692-1761)- 荷兰科学家
- 约翰·罗宾逊John Robinson (1575-1625)- 美国清教徒前辈牧师
- 科内利斯·斯黑特Cornelis Schuyt
- 威理博·司乃耳Willebrord Snellius - 荷兰科学家
- 扬·斯特恩Jan Steen(1625-1679)- 荷兰油画家
- 伊萨克·范·斯瓦嫩布Isaac van Swanenb

52°9′27″N 4°29′16″E / 52.15750°N 4.48778°E